# Małe siostry Jezusa
Małe siostry Jezusa – żeńskie zgromadzenie kontemplacyjne.
Mniszki ze Zgromadzenia Małych Sióstr Jezusa nie żyją za klauzurą, lecz mieszkając wśród ludzi, pracując z nimi i dzieląc ich warunki bytowe, tak jak żył Jezus w Nazarecie. Są obecne wśród rozmaitych grup: plemion koczowniczych na Saharze, Cyganów, ludzi pozostających poza zorganizowanymi formami duszpasterstwa, np. pracujących w cyrkach, a także w środowiskach marginesu społecznego lub wśród plemion skazanych na wymarcie.
Zgromadzenie założyła w 1939 r. w Algierii Magdalena Hutin, w oparciu o duchowość Karola de Foucauld.
Obecnie zgromadzenie liczy 1350 osób na całym świecie (Polek ok. 40). Główne domy zakonne w Polsce znajdują się w Warszawie i w Częstochowie.